# Gimigliano
Gimigliano (en calabrais : Jimiglianu) est une commune italienne de 2 947 habitants située dans la province de Catanzaro en Calabre.

## Géographie
Gimigliano est perché sur le mont San Salvatore, montagne du versant méridional de la Sila Piccola surplombant la vallée du Corace. Le noyau urbain de la commune se compose de deux entités distinctes : le haut Gimigliano (Susu en dialecte) et le bas Gimigliano (Jusu en dialecte).

## Histoire
Le sommet du mont San Salvatore se peuple vers la fin du IXe siècle en raison de l'afflux d'habitants de la côte ionienne fuyant le péril des incursions sarrasines. Les deux noyaux urbains (le haut village et le bas village) se forment en même temps à la suite de la campagne victorieuse du général byzantin Nicéphore Phocas l'Aîné en 886, qui invite les réfugiés à s'établir dans les kastellion, sites implantés dans les hauteurs en des positions plus aisément défendables grâce à la configuration naturelle du terrain.
Au cours des siècles suivants, Gimigliano partage le sort politique de Tiriolo dont il est considéré comme un hameau : le fief est acheté en 1481 par les Carafa de Soriano, qui le revendent en 1630 à la famille Cicala jusqu'à l'abolition de la féodalité par la loi du 2 août 1806. Obtenant son autonomie administrative l'année suivante, Gimigliano est incendié par les troupes françaises de Joseph Bonaparte.

## Économie
L'art du tissage joue un rôle non négligeable dans l'économie du village, réputé pour ses confections de draps et de tapisseries.

## Administration
| Période                                  | Période     | Identité          | Étiquette | Qualité |
| ---------------------------------------- | ----------- | ----------------- | --------- | ------- |
| 25 mai 2014                              | 26 mai 2019 | Massimo Chiarella |           |         |
| 26 mai 2019                              | En cours    | Laura Moschella   |           |         |
| Les données manquantes sont à compléter. |             |                   |           |         |

### Communes limitrophes
Carlopoli, Catanzaro, Cicala, Decollatura, Fossato Serralta, Pentone, San Pietro Apostolo, Sorbo San Basile, Soveria Mannelli, Tiriolo